# 自然の芸術的形態

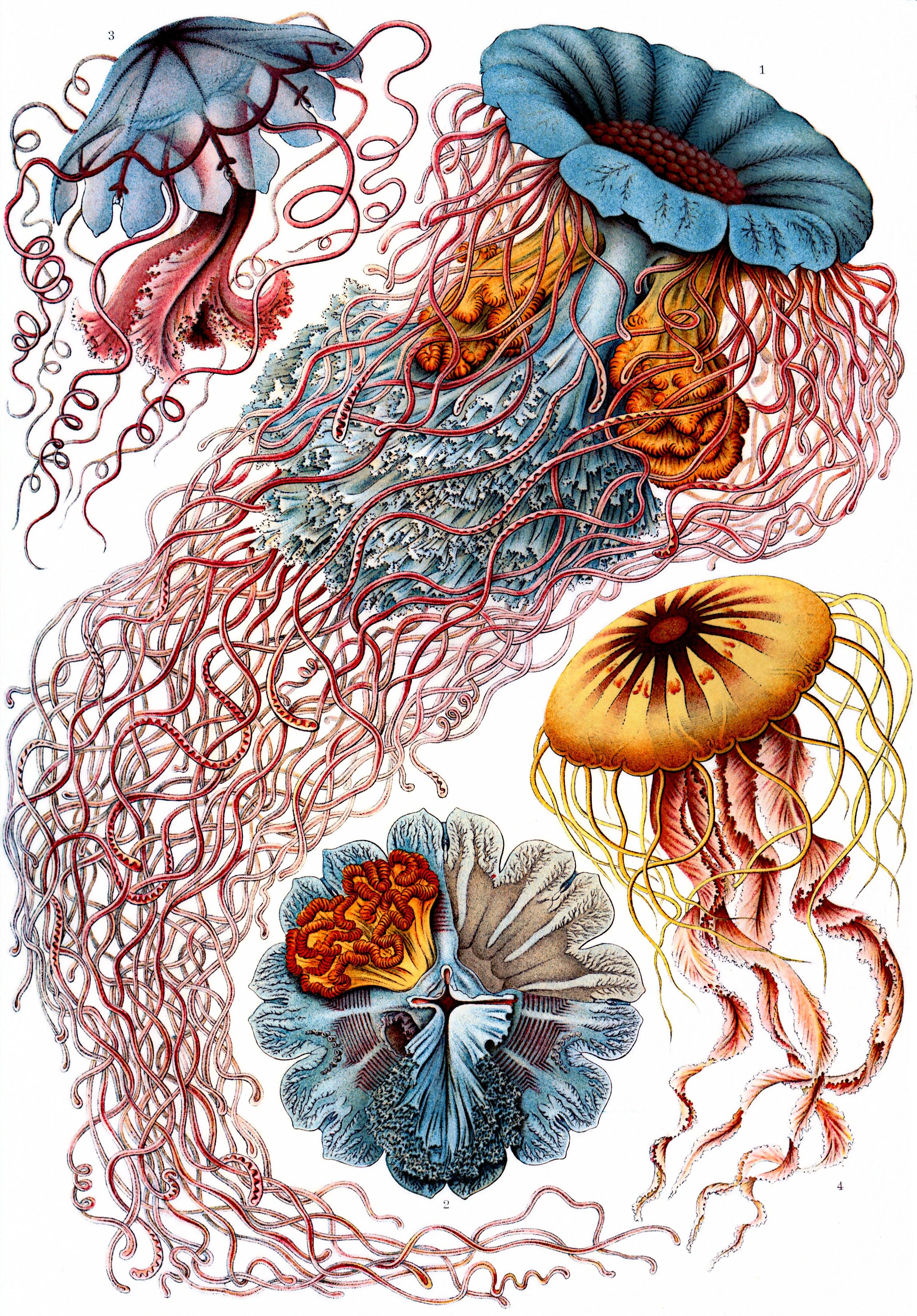
8ページ目の「Discomedusae（クラゲの一種）」。中央の二匹（Desmonema annasethe）の流れる触手が、ヘッケルの後妻の長い髪を思わせる（本文参照）。

『自然の芸術的形態』（ドイツ語: Kunstformen der Natur、英名“Art Forms of Nature”、邦訳『生物の驚異的な形』他）は、ドイツの生物学者エルンスト・ヘッケルが著した本である。彼が描いた様々な生物のスケッチが収められている。印刷はリトグラフ及びオートタイプ法による。

## 概要
元々は1899年〜1904年にかけて出版された10冊組の本で、1904年に全100枚の絵を収めた完全版が出版された。中に収められた生物の大部分は、ヘッケルによって初めて描かれたものである。ヘッケルのスケッチや水彩を版画に起こしたのは、版画家の Adolf Giltsch であった。彼はヘッケルの下絵に基づいて1000枚を超える版を作成し、本書のために出来の良いものを選りすぐった。

## 挿画
本書は1924年に第2版が出ているが、この中にはたった30枚の絵しか収録されていない。近年の版では、オリジナルの100枚に先立って本書の概要やヘッケルの紹介、彼の習作などが収められている。

## 題材
ヘッケルに関する研究を行っている Olaf Breidbach （近年の「Kunstformen der Natur」 は彼の編纂による）によれば、「本書は単なるイラスト集ではなく、ヘッケルが見た世界の集大成なのだ」という。
本書の画の最重要テーマの一つが対称性と秩序である。題材はこのテーマを具現化すべく選択されており、例えばハコフグの鱗の模様からアンモナイトの螺旋・縫合線、そしてクラゲ・微生物の完全な対称性に至るまで様々である。同時に各々の図は視覚的な美しさを最大限に考慮して配置されている。
中でも特筆すべき画としては数々の放散虫が挙げられる。彼の絵は、アマチュアの顕微鏡愛好家たちの間に放散虫を広めることに一役買った。イソギンチャク、管クラゲ類、旗口クラゲ類、その他体制としてのクラゲなど、刺胞動物もまた特に収録数の多い主題である。クラゲの一種である Desmonema annasethe（現在は Cyanea 属に移されている）を含む本書一枚目の画は特に美しいが、これはヘッケルが、彼の妻である Anna Sethe を亡くした後まもなく観察し描きあげたものである。種小名の“annasethe”も彼女の名前からとっている。

## 影響
「Kunstformen der Natur」は20世紀初頭の芸術・建築・デザインに大きな影響を与え、科学と芸術の橋渡しとなった。特にルネ・ビネ、ハンス・クリスティアンゼン、カール・ブロスフェルト、そしてエミール・ガレといったアール・ヌーヴォーに傾倒した多くの芸術家らに多大な影響を及ぼした。
一つの顕著な例として、オランダの建築家であるヘンドリク・ペトルス・ベルラーヘ（Hendrik Petrus Berlage）の手によるアムステルダムの著名な建築、ブールス・ファン・ベルラーヘ（Beurs van Berlage）がある。この一連の建造物には、本書の影響を受けている箇所が散見される。

## ギャラリー（抜粋）
「Kunstformen der Natur」に収録されている絵の一部。ヘッケルによる原題を括弧書きで掲載した。

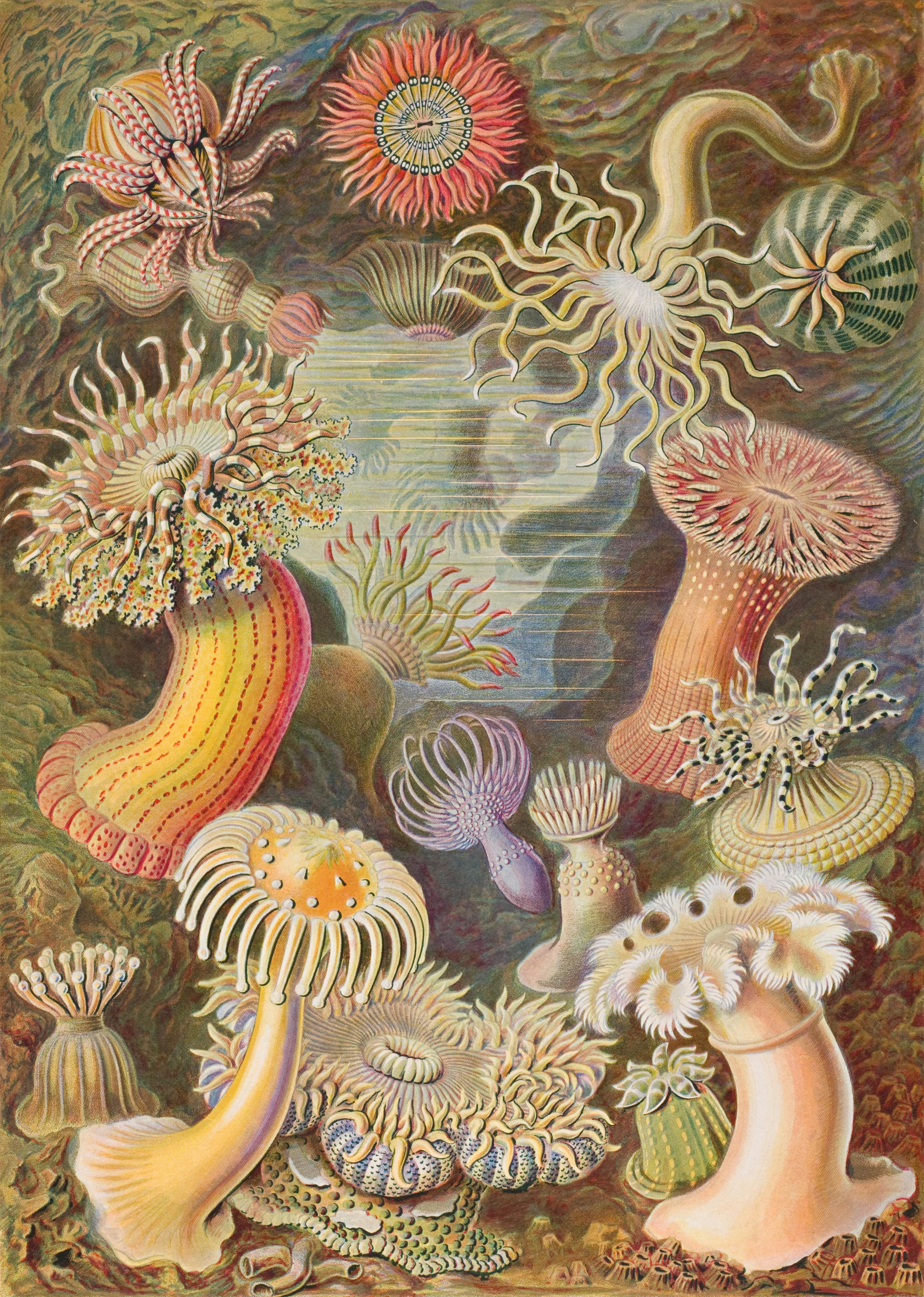
イソギンチャク (Actiniae)
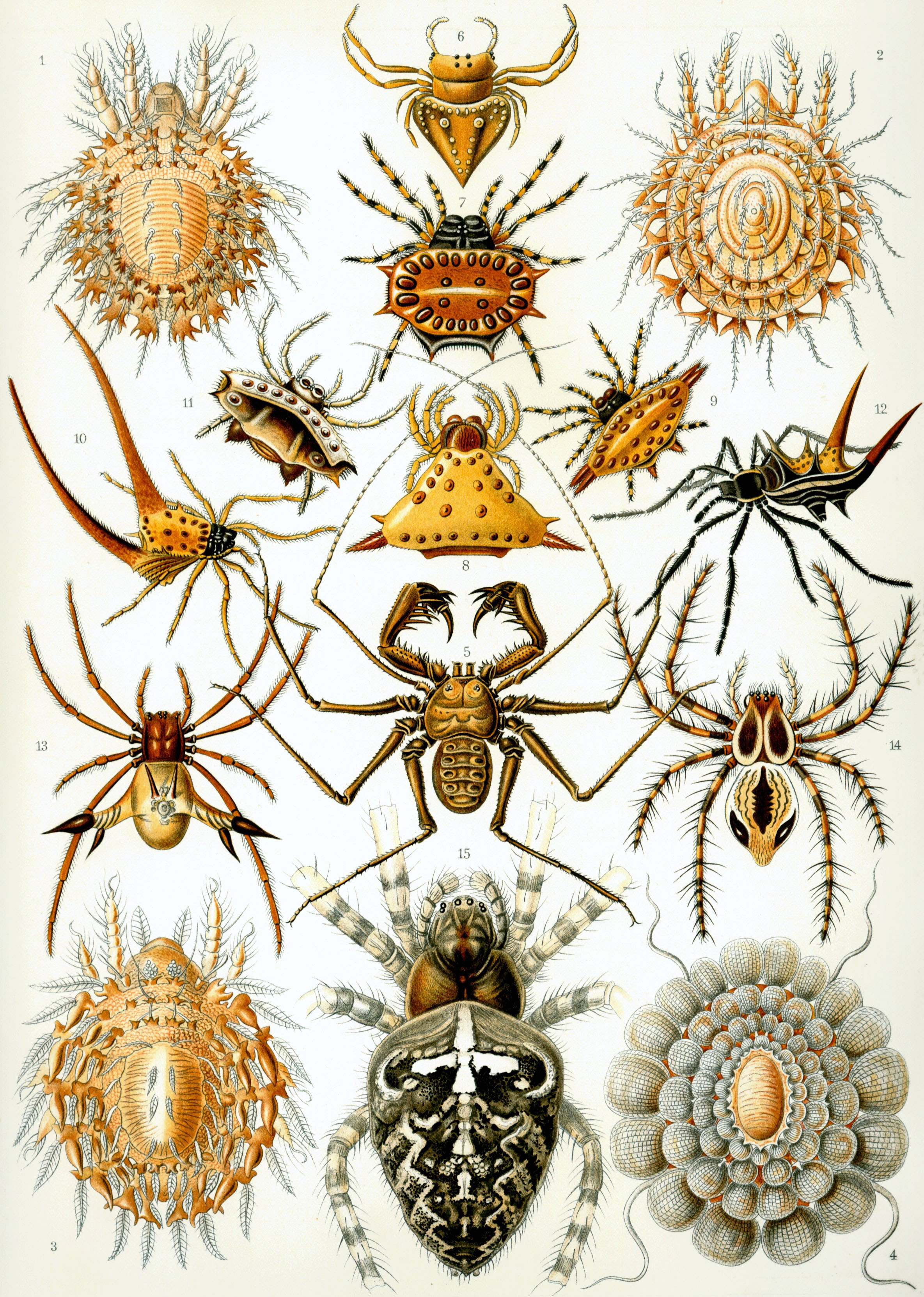
クモ (Arachnida)
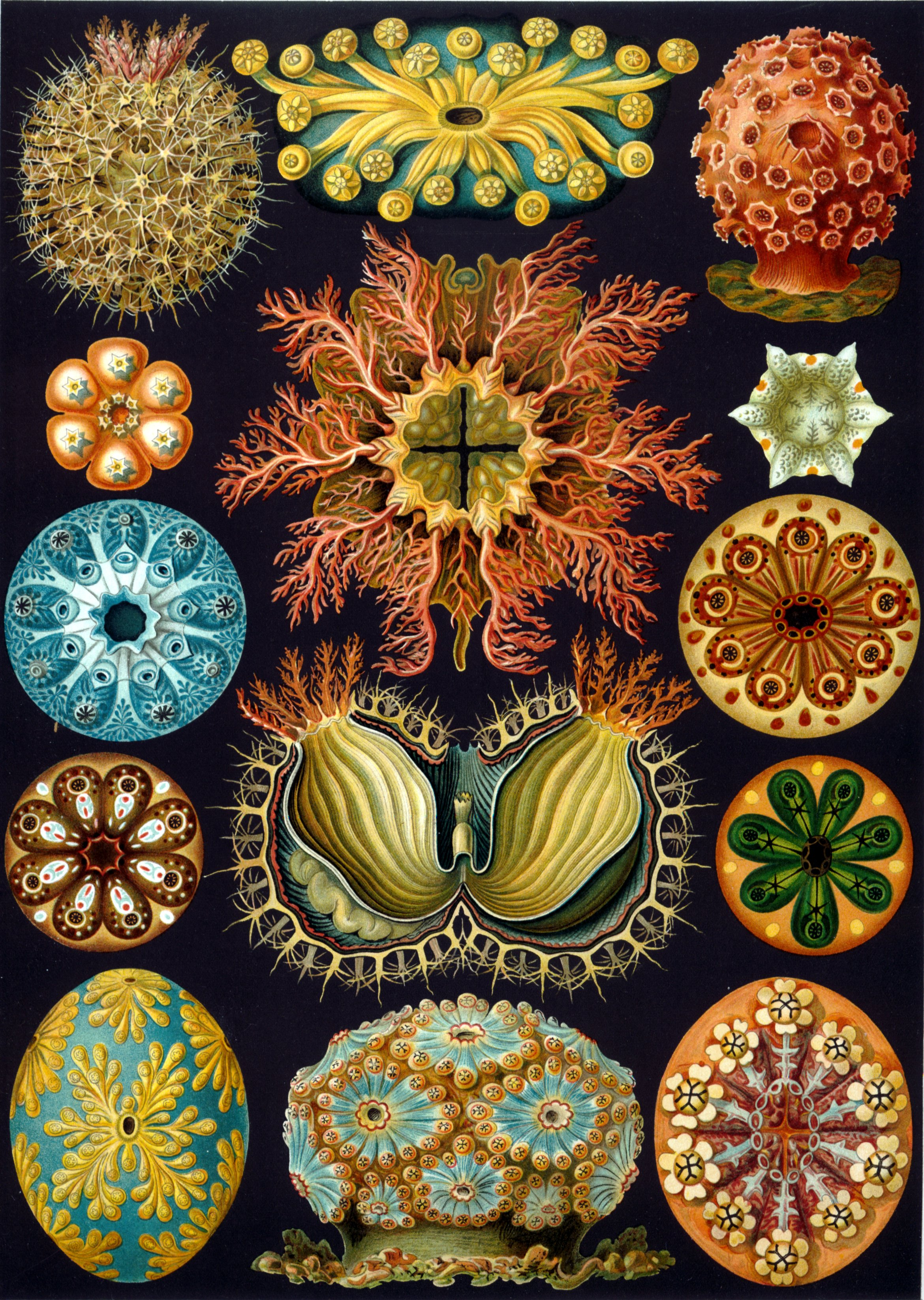
ホヤ (Ascidiae)
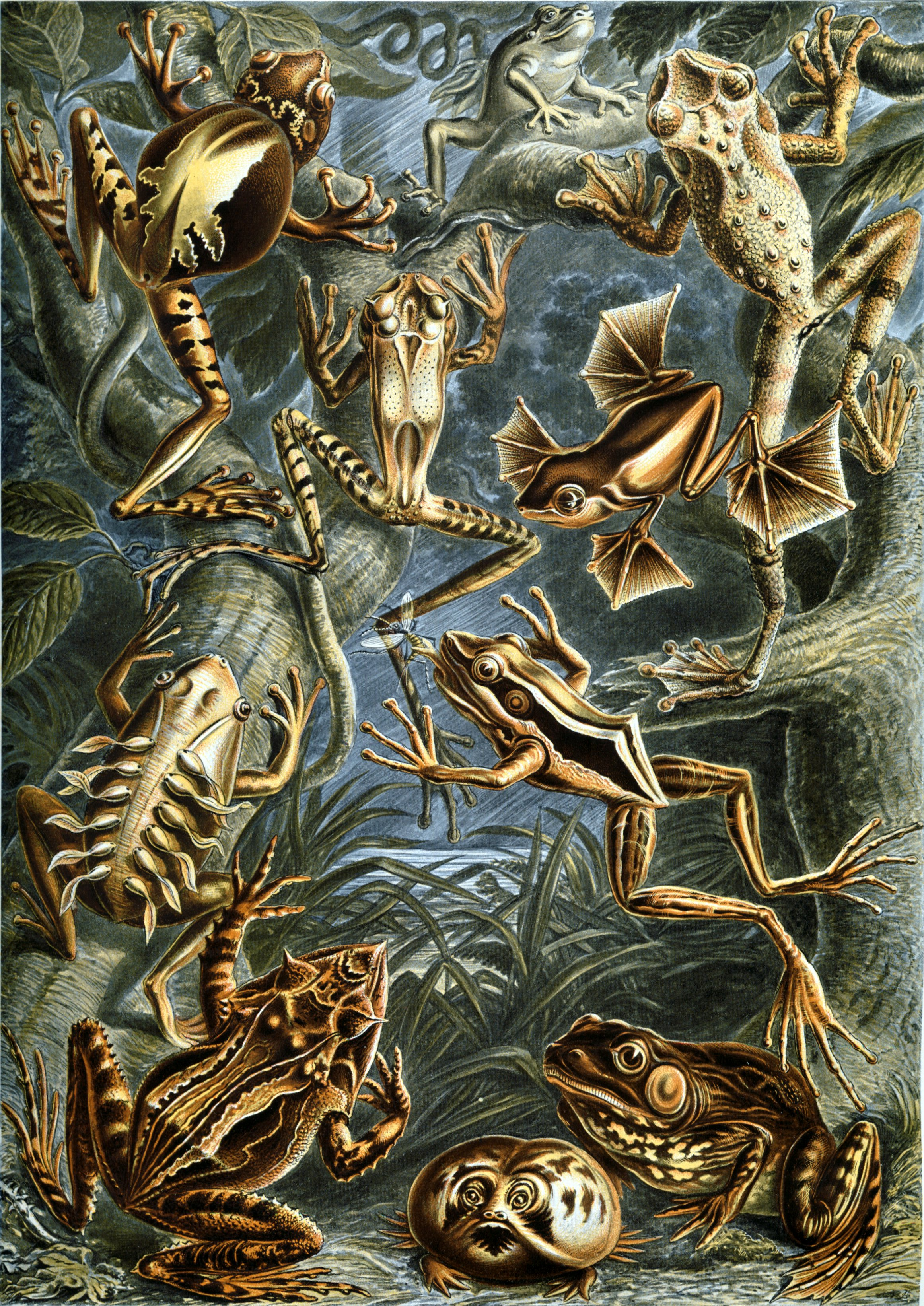
カエル (Batrachia)
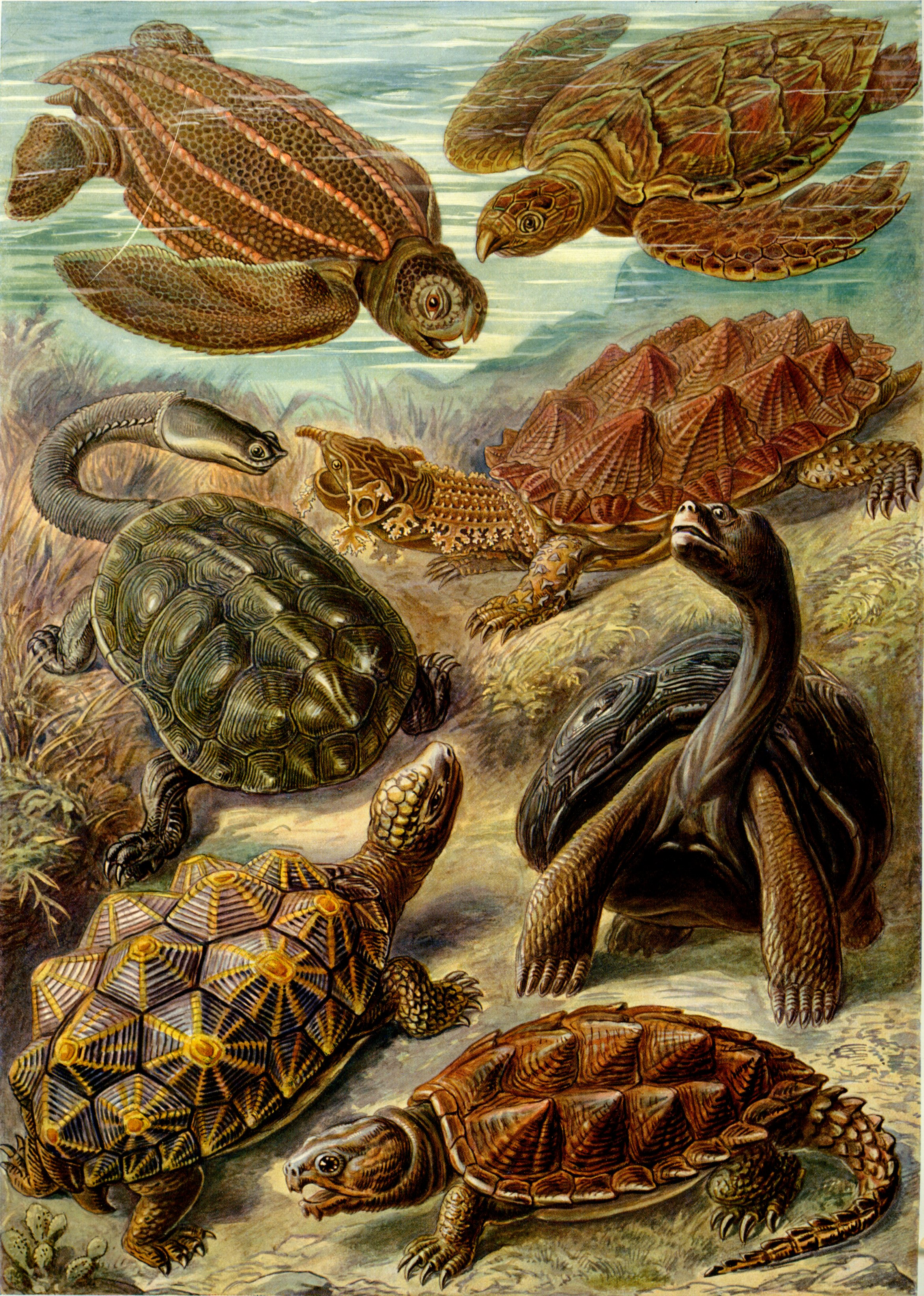
カメ (Chelonia)
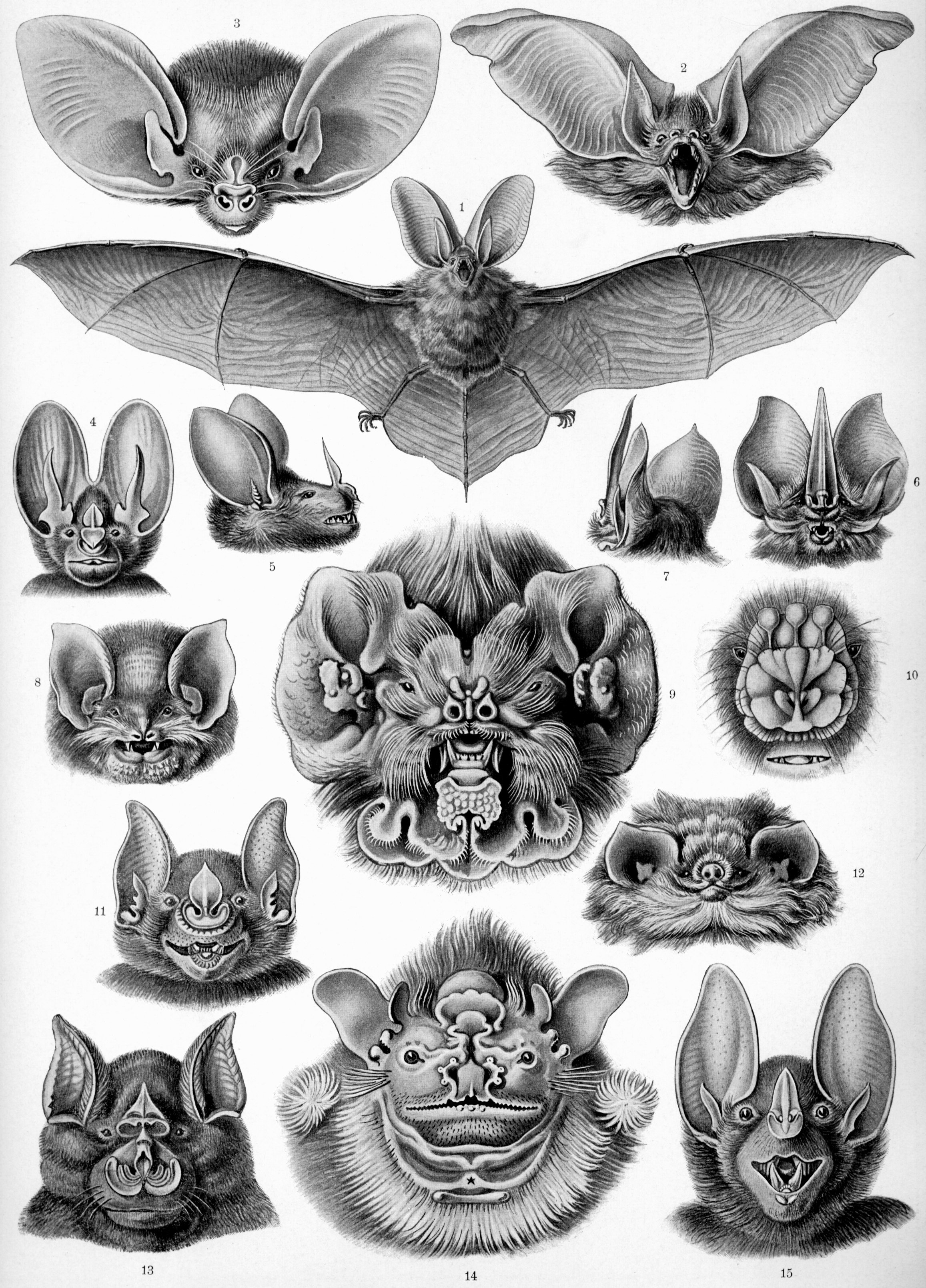
コウモリ (Chiroptera)
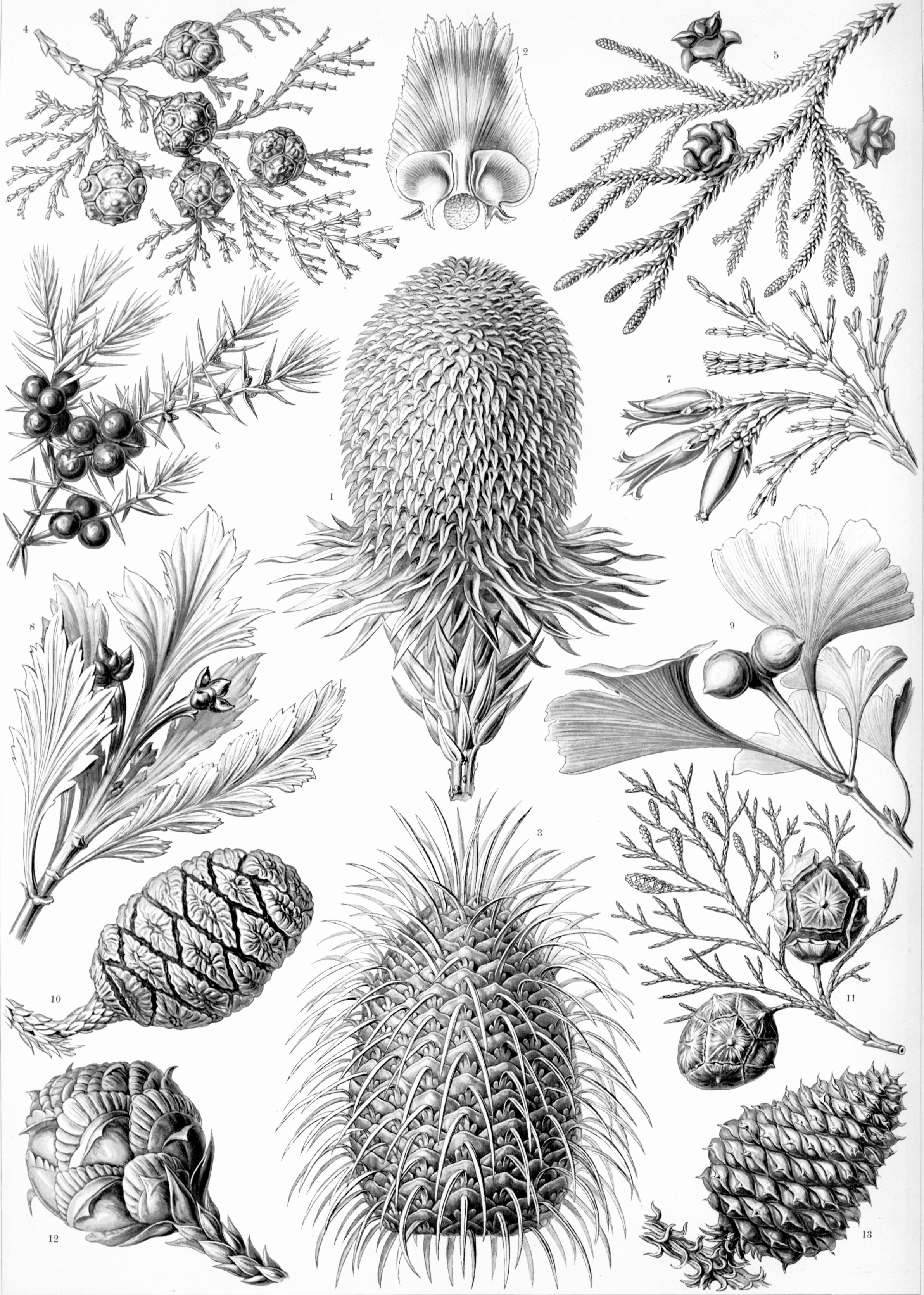
球果植物 (Coniferae)
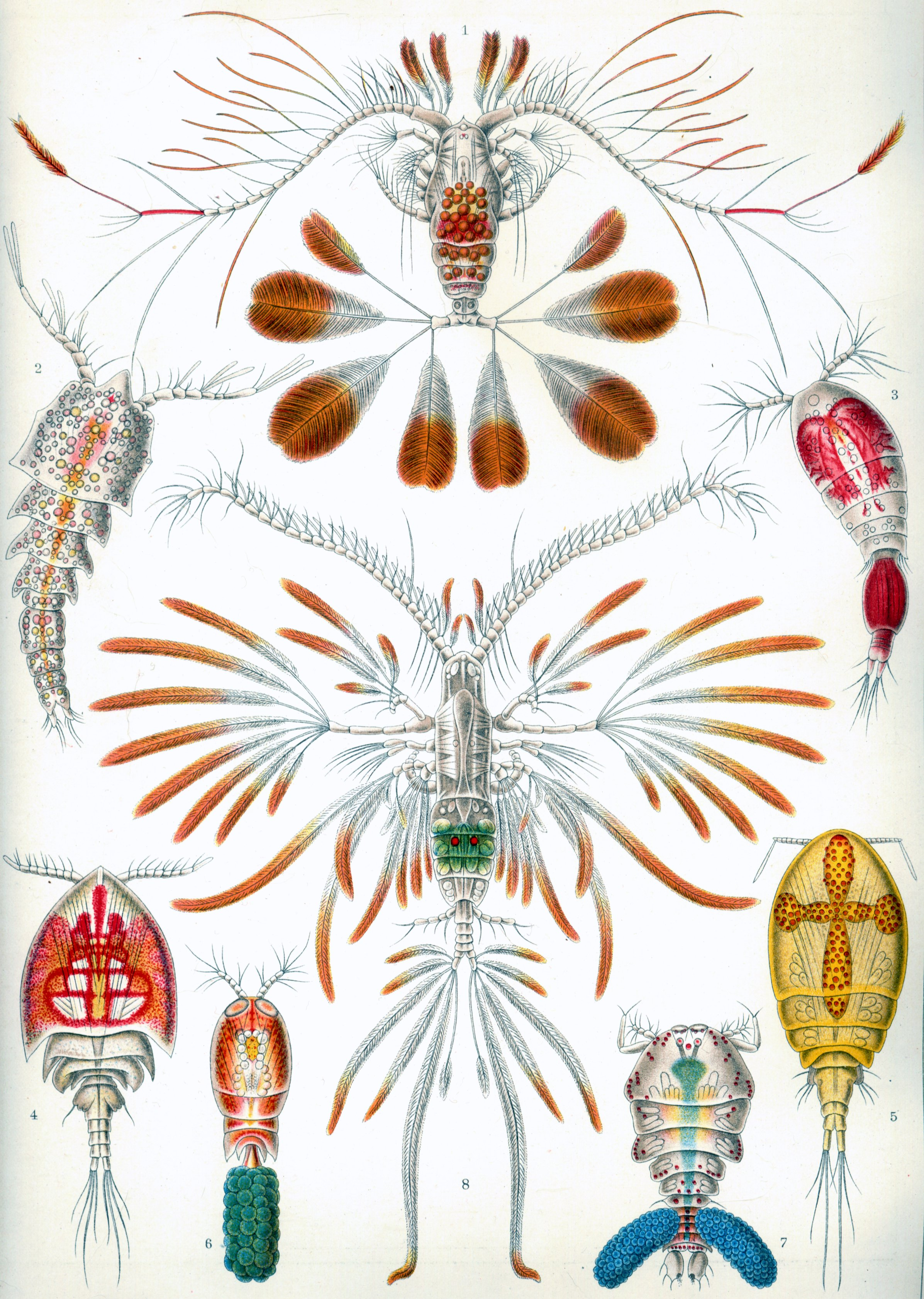
カイアシ類 (Copepoda)
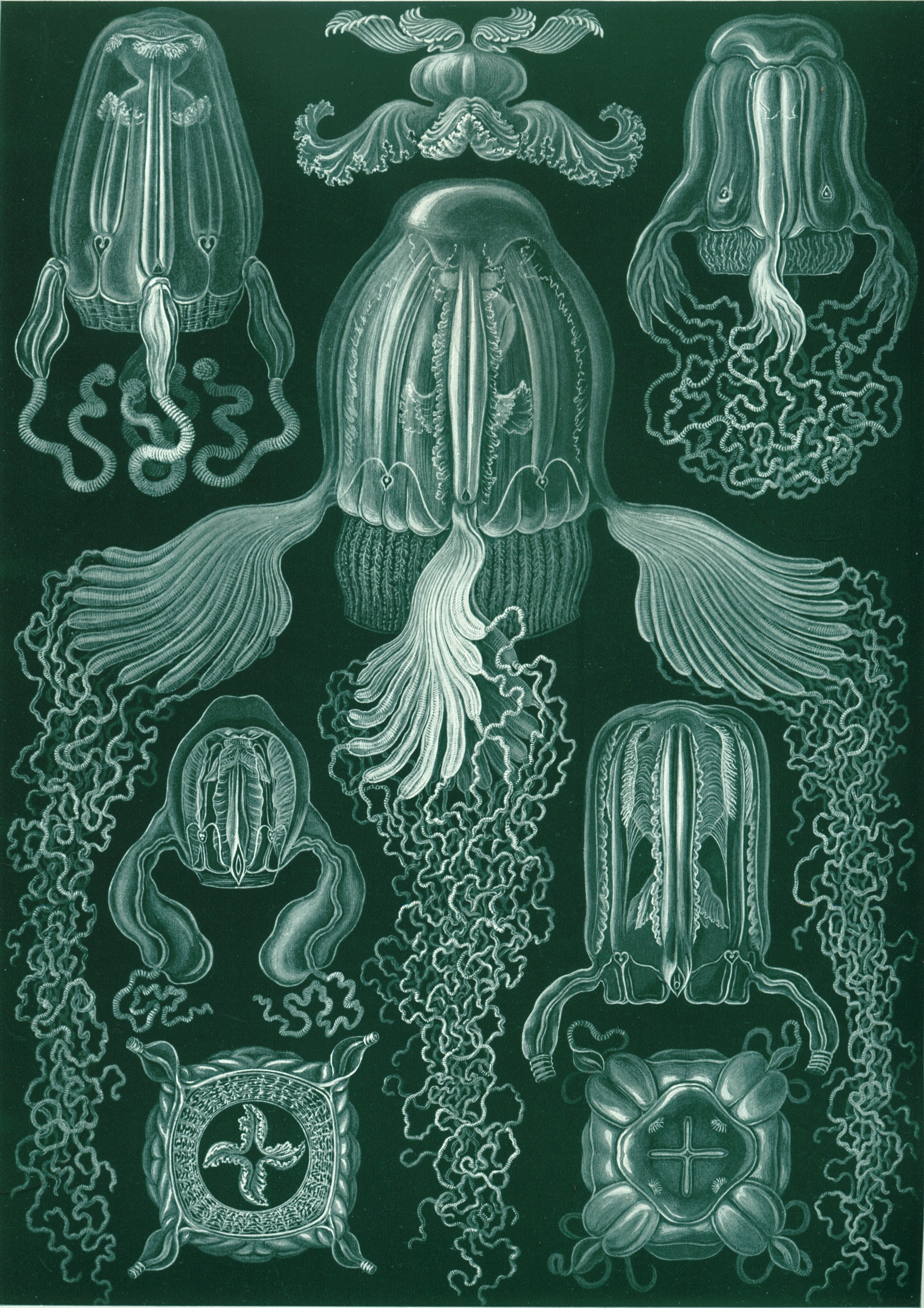
ハコクラゲ (Cubomedusae)
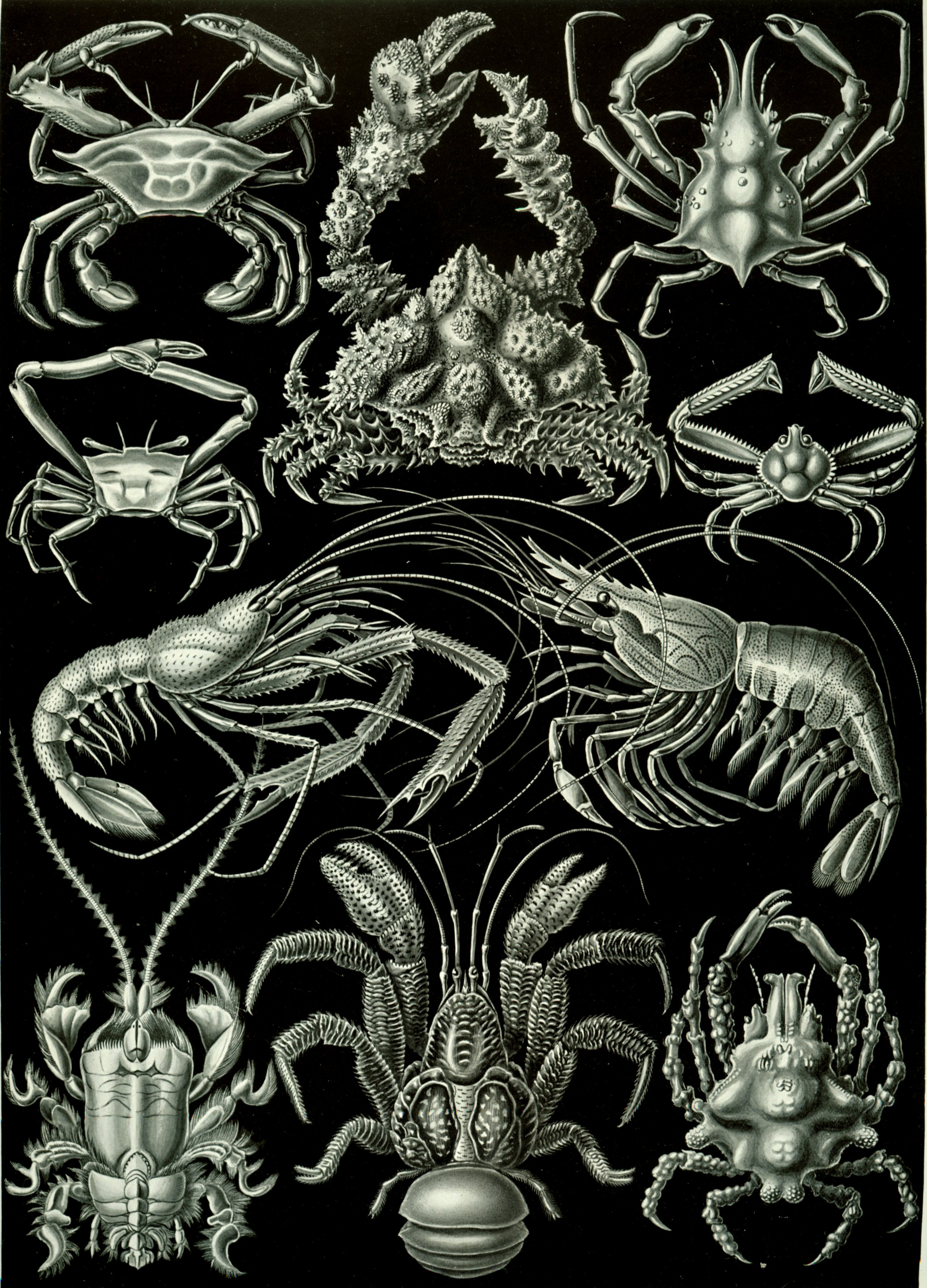
十脚目 (Decapoda)
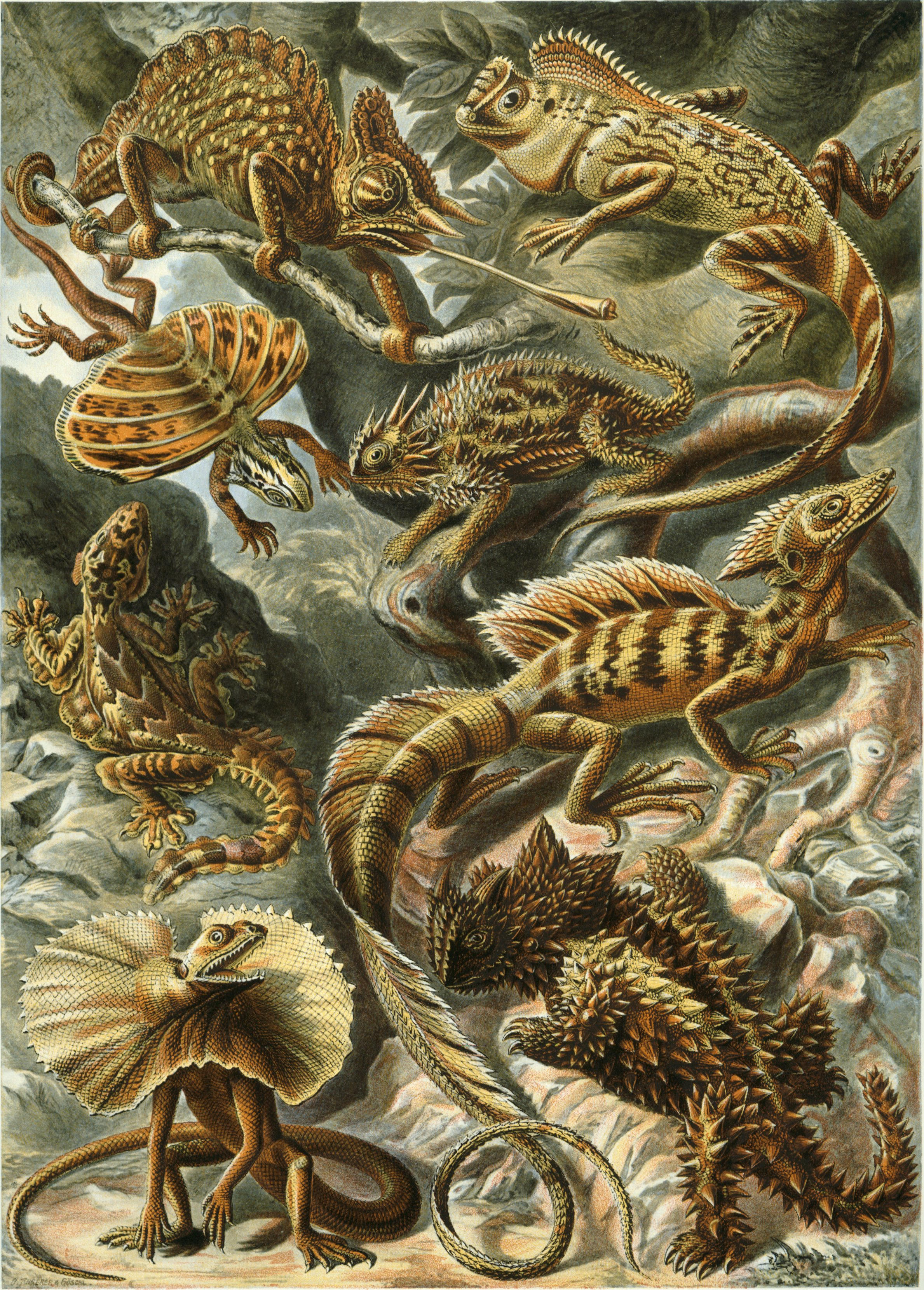
トカゲ (Lacertilia)
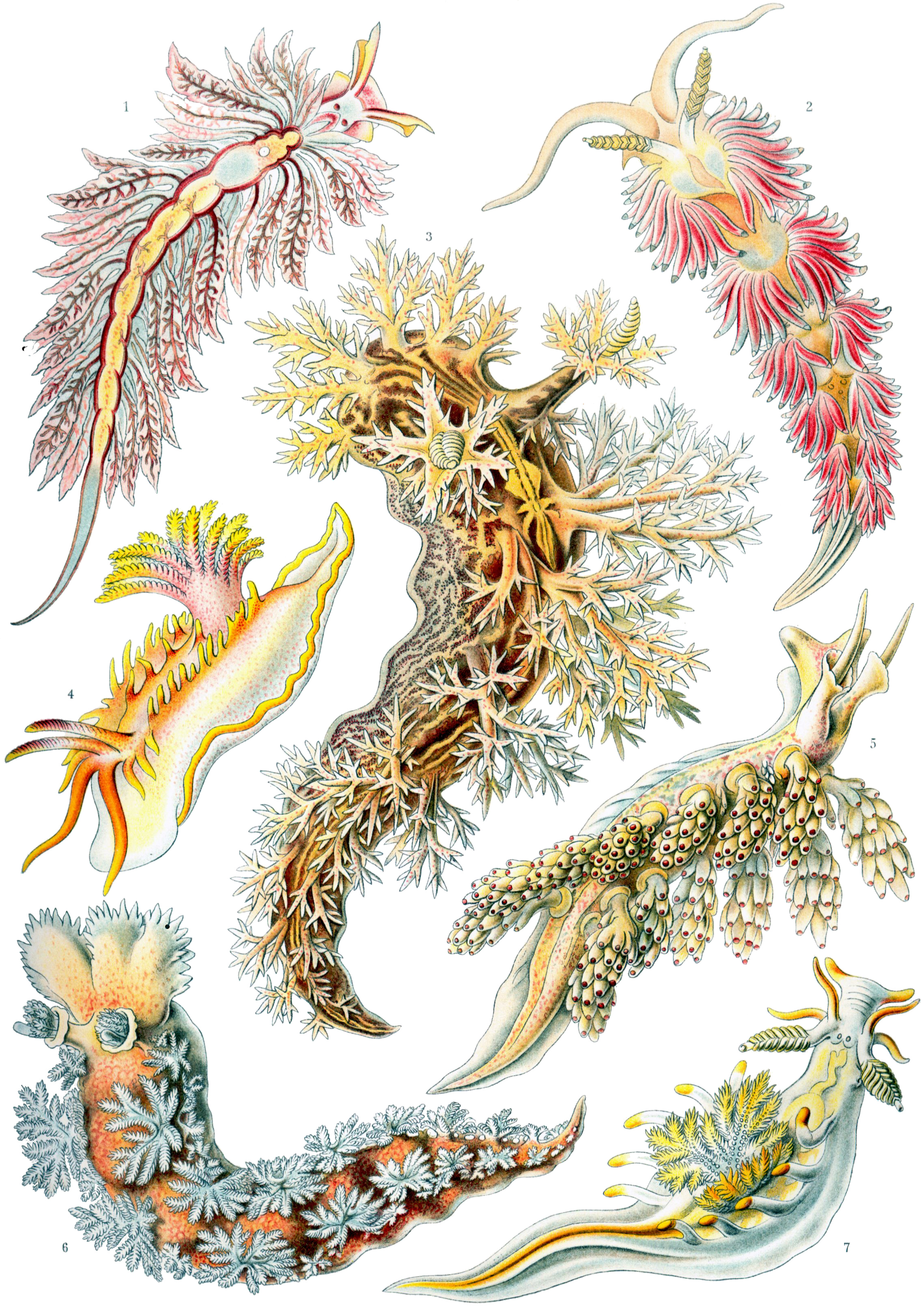
ウミウシ (Nudibranchia)
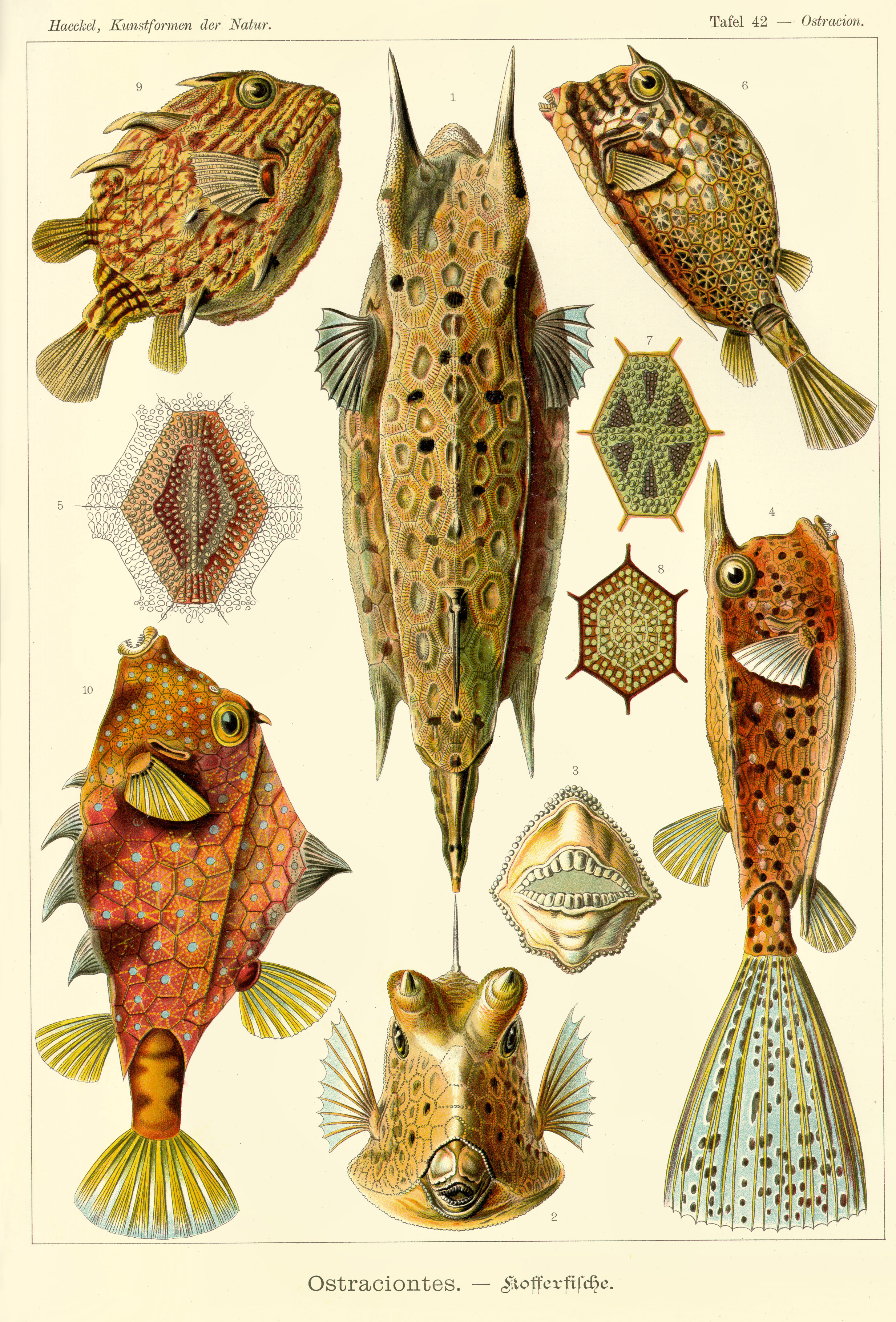
ハコフグ (Ostraciontes)
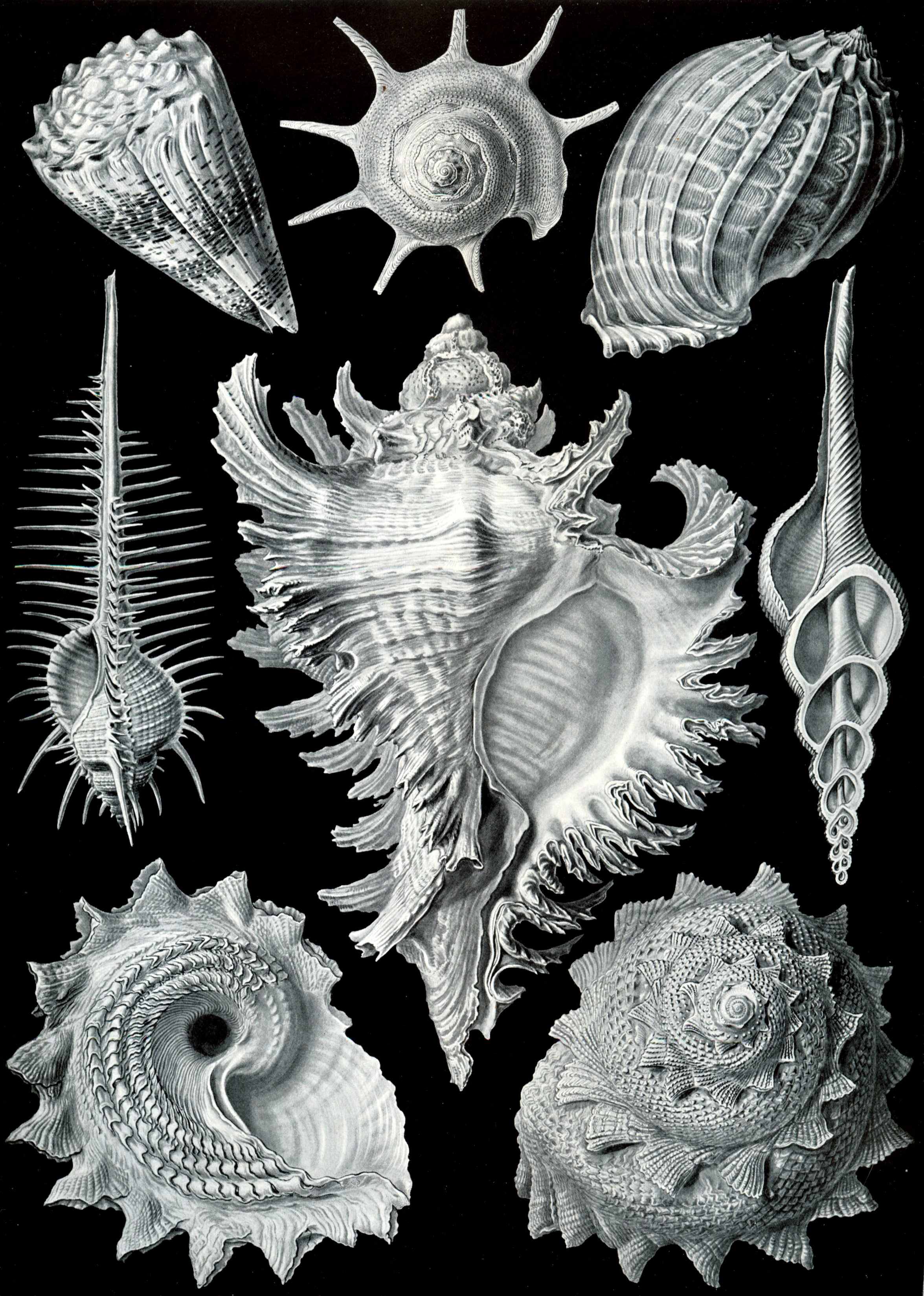
前鰓亜綱 (Prosobranchia)
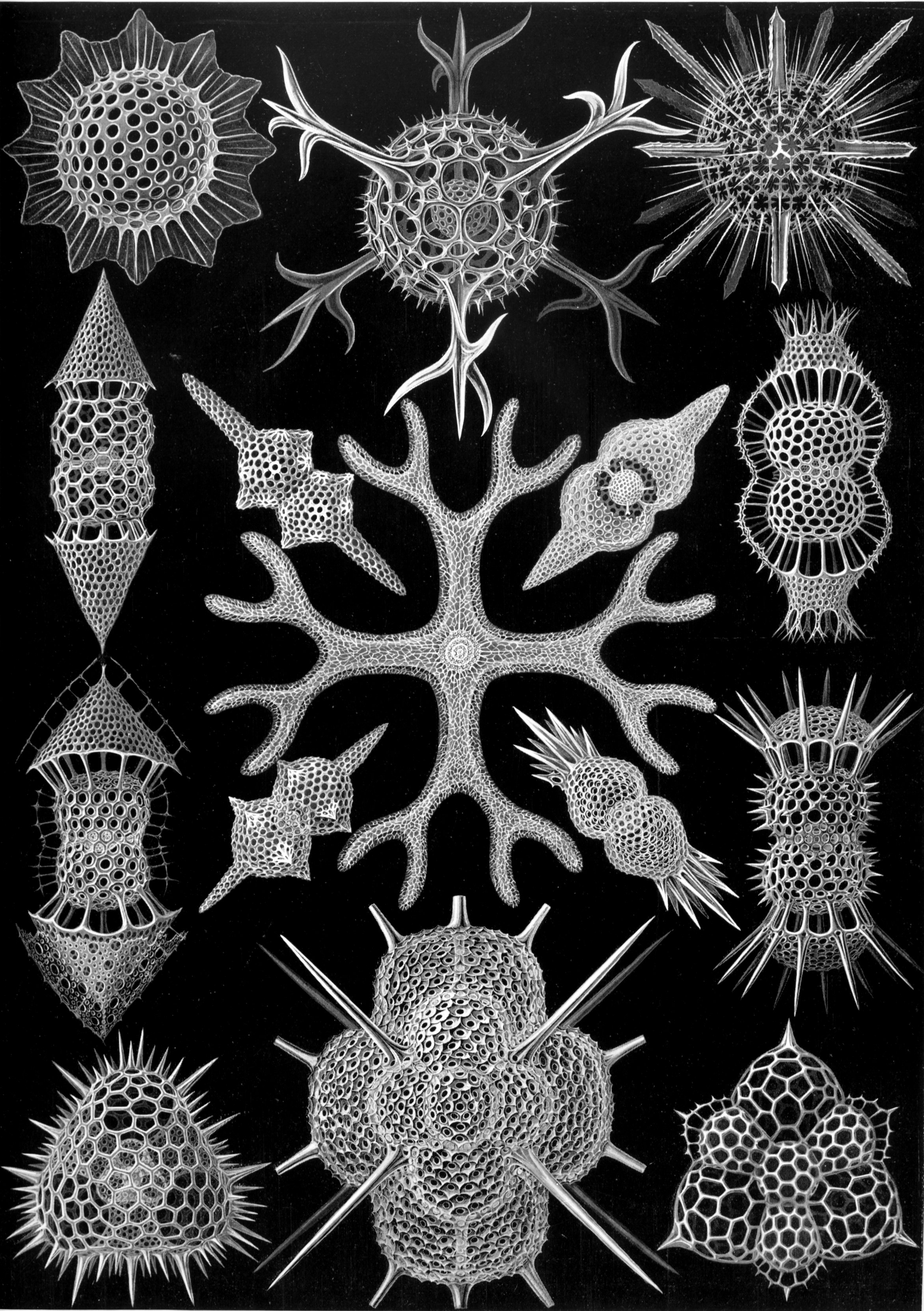
放散虫 (Spumellaria)
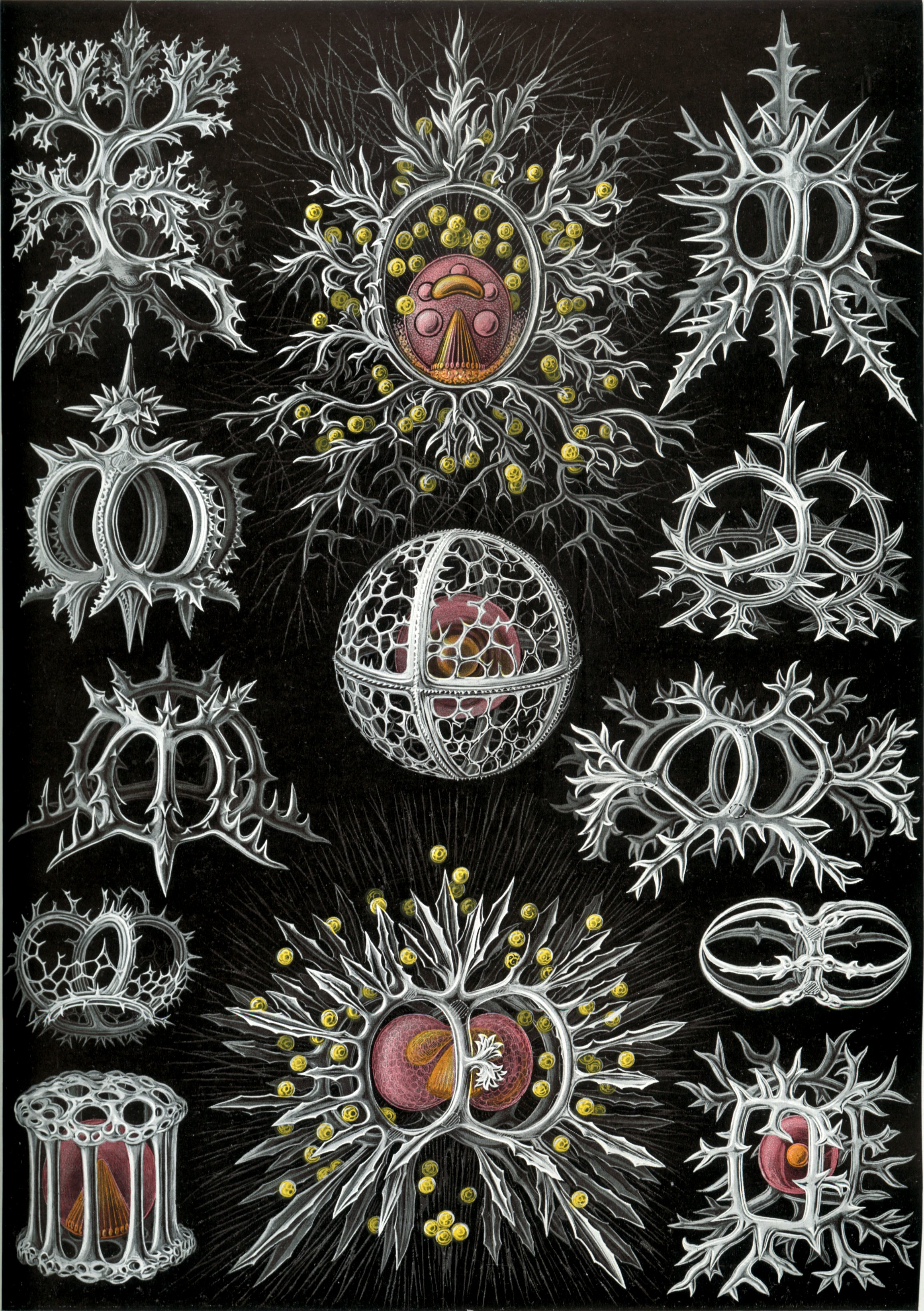
放散虫 (Stephoidea)
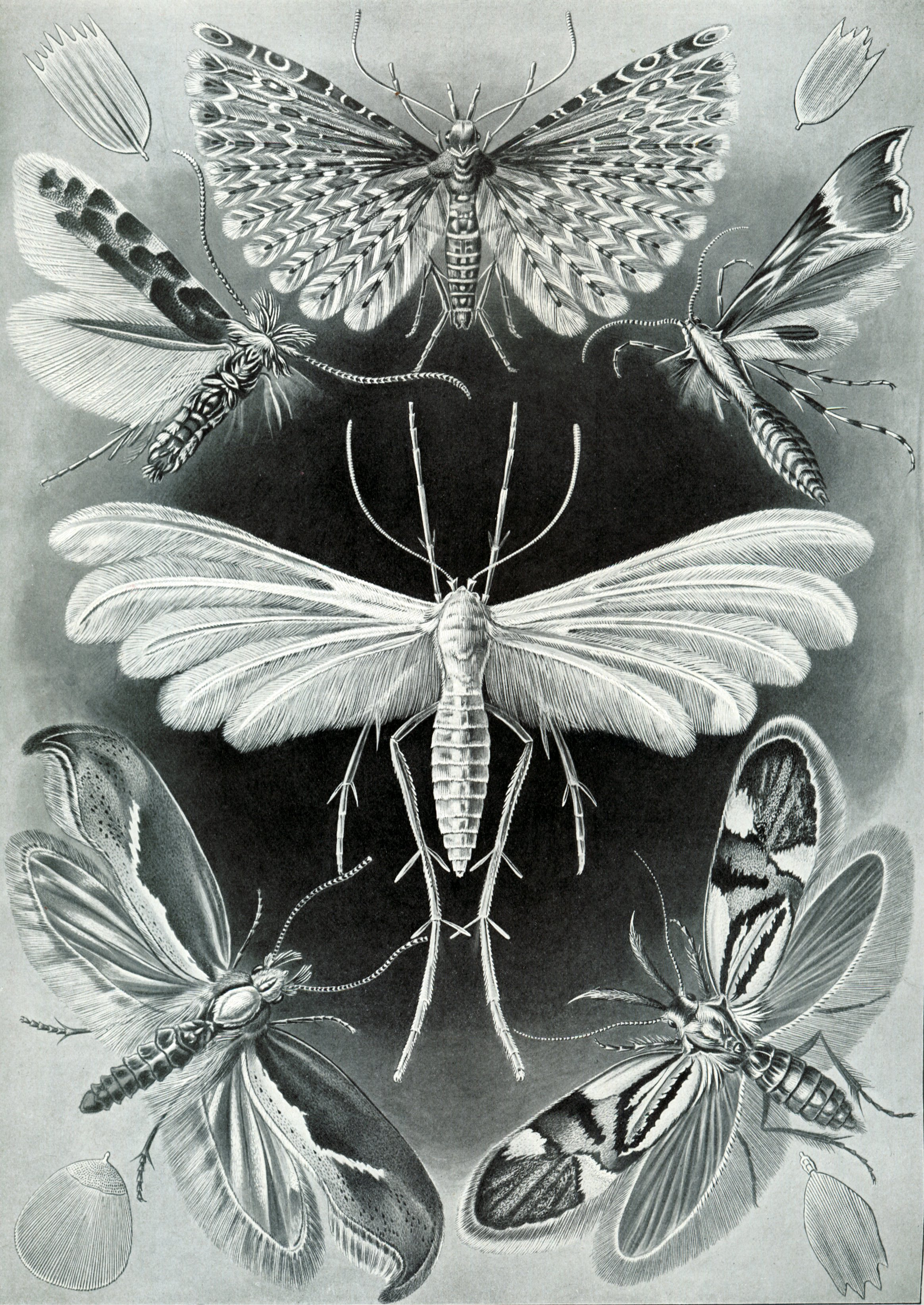
ガ (Tineida)
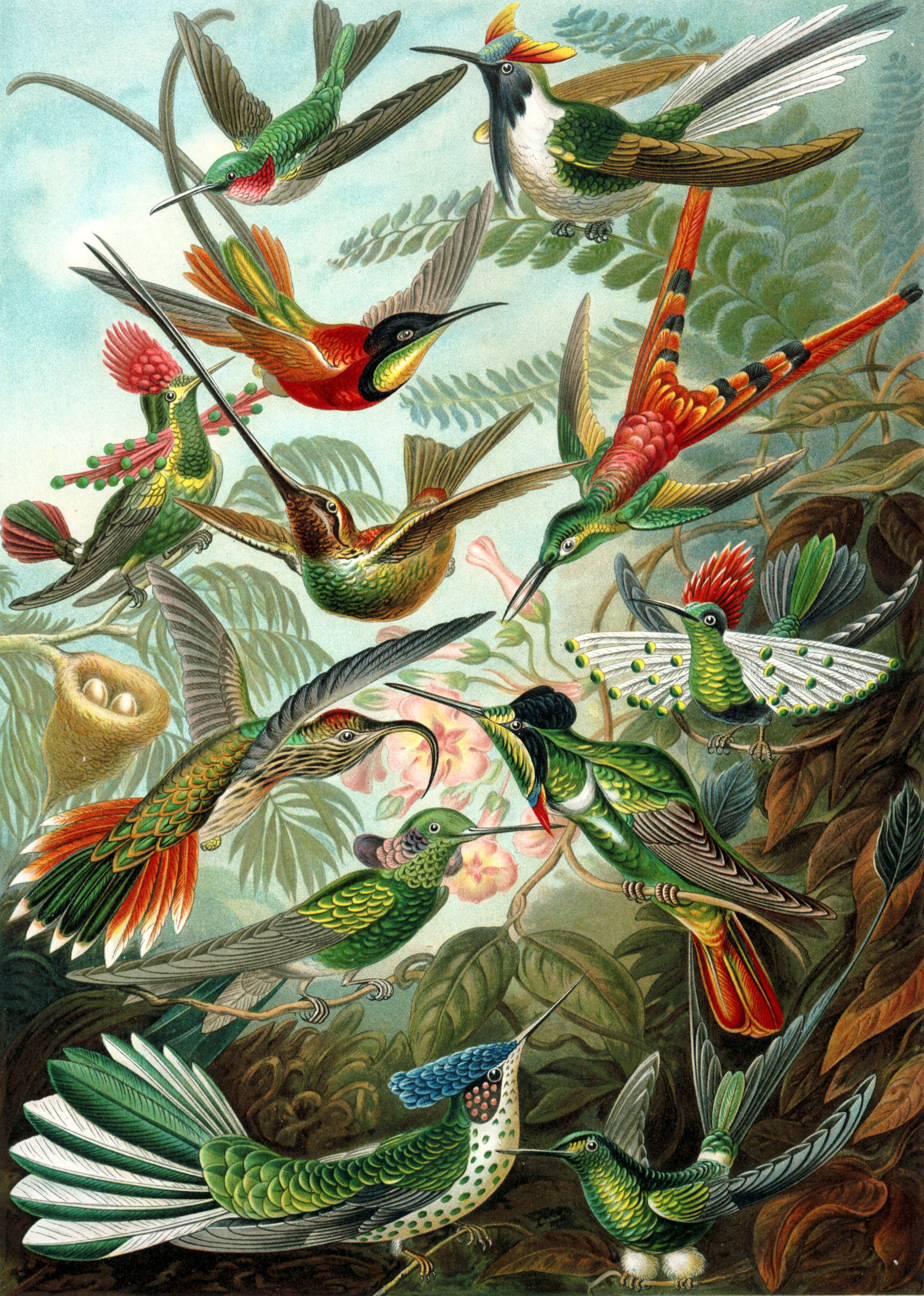
ハチドリ (Trochilidae)

 ウィキメディア・コモンズには、Kunstformen der Natur（全100ページ）に関するメディアがあります。

## 書誌情報

### 日本語版
- エルンスト・ヘッケル『生物の驚異的な形』戸田裕之訳、小畠郁生日本語版監修、河出書房新社、2009年4月。ISBN 978-4-309-25224-7。

### 英語版
- Haeckel, Ernst (June 1974). Art Forms in Nature (Paperback ed.). Dover Publications, Inc.. ISBN 0-486-22987-4 - 本文は出版社の説明に置き換えられている。
- Haeckel, Ernst (August 1998). Art Forms in Nature: The Prints of Ernst Haeckel (Paperback ed.). Prestel Verlag. ISBN 3-7913-1990-6 - Olaf Breidbach 編纂。

### 独語版
- Haeckel, Ernst (September 1998). Kunstformen der Natur : die einhundert Farbtafeln im Faksimile mit beschreibendem Text, allgemeiner Erläuterung und systematischer Übersicht (Hardcover ed.). Leipzig, Wien: Prestel Verlag. ISBN 3-7913-1979-5 - 1904年版の復刊。
- Haeckel, Ernst (September 2004). Kunstformen der Natur. Wiesbaden: Marix Verlag. ISBN 3-937715-17-7 - 1904年版の復刊。100枚の挿絵と説明文を収録。